# 切尔沃港
切尔沃港（義大利語：Porto Cervo，義大利語發音：[ˌpɔrto ˈtʃɛrvo]，意为“鹿港”）是一个海滨度假胜地，位于意大利撒丁岛东北部。这是一个分区，隶属于薩薩里省阿尔扎凯纳市镇。该村为翡翠海岸的主要中心，常住居民421人。

## 历史
切尔沃港这个村庄是由阿迦汗四世殿下等投资者创建，并由建筑师和景观设计师设计于1950-1960年代。

## 描述

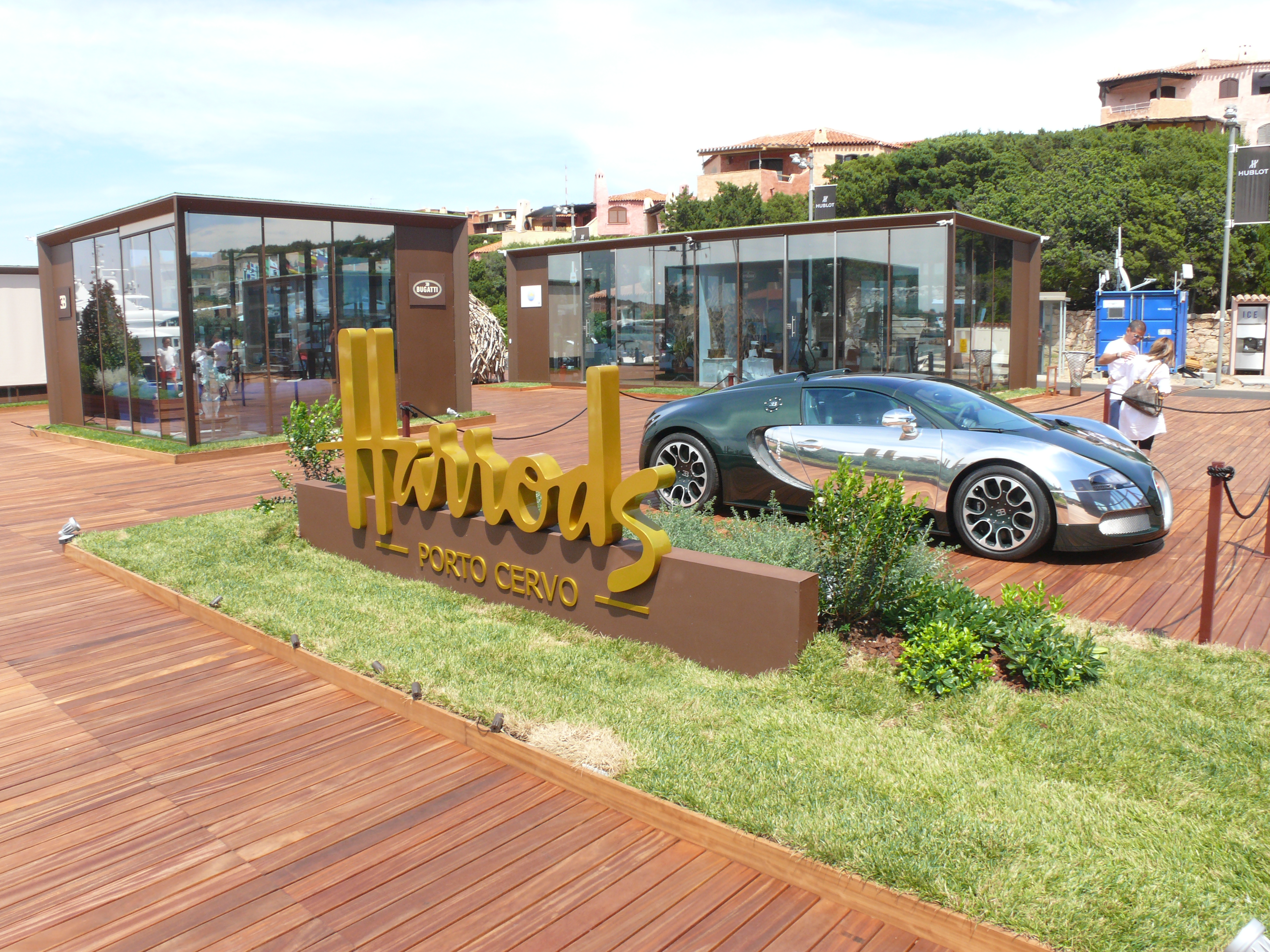
切尔沃港哈洛德百貨公司前的布佳迪跑车

该村坐落于天然港湾的南岸和东岸，拥有名牌店铺、酒吧、餐厅和超市，还拥有奢华的翡翠海岸游艇俱乐部。
研究表明，切尔沃港是欧洲最昂贵的地方，房价高达每平方米300,000欧元。2011年，翡翠海岸拥有世界上第二、第四和第六名最昂贵的酒店：Pitrizza, Romazzino 和 Cala di Volpe。后者曾出现在1977年詹姆斯·邦德电影《海底城》中。2012年，Hotel Cala di Volpe被CNN评为世界 15个最昂贵的酒店第七名，其总统套房每晚32,736美元。